# ناحیه ورنن، شهرستان سیوتو، اوهایو
ناحیه ورنن، شهرستان سیوتو، اوهایو (به انگلیسی: Vernon Township, Scioto County, Ohio) یک سکونتگاه مسکونی در ایالات متحده آمریکا است که در شهرستان سیوتو، اوهایو واقع شده‌است.

## خصوصیات
ناحیه ورنن ۹۱٫۵ کیلومترمربع مساحت و ۲٬۱۲۹ نفر جمعیت دارد و ۱۸۷ متر بالاتر از سطح دریا واقع شده‌است.